# Osmunda brayeri
Osmunda brayeri là một loài dương xỉ trong họ Osmundaceae. Loài này được Watelet mô tả khoa học đầu tiên năm 1858.
Danh pháp khoa học của loài này chưa được làm sáng tỏ. 